# Hermoniana blondheimae
Hermoniana blondheimae är en insektsart som beskrevs av Broza, Ayal och Pener 2004. Hermoniana blondheimae ingår i släktet Hermoniana och familjen vårtbitare. Inga underarter finns listade i Catalogue of Life.